# 本始
本始（前73年—前70年）是汉宣帝的第一个年号，共使用了4年。

## 使用年代
《漢書》記載在「本始」年號使用年份為西元前73年至前70年，總計4年。辛德勇指出，據出土文物「本始」年號下限可到六年五月十四日，以此判斷「本始」年號始行用至六年，並於當年改年號為「地節二年」。

## 纪年表
| 本始 | 元年   | 二年   | 三年   | 四年   | 五年   | 六年   |
| ---- | ------ | ------ | ------ | ------ | ------ | ------ |
| 公元 | 前73年 | 前72年 | 前71年 | 前70年 | 前69年 | 前68年 |
| 干支 | 戊申   | 己酉   | 庚戌   | 辛亥   | 壬子   | 癸丑   |

## 参看
- 中國年號索引

| 前一年號： 元平 | 西漢年號 本始 | 下一年號： 地节 |